# Influx nerveux
 (février 2023).
Si vous disposez d'ouvrages ou d'articles de référence ou si vous connaissez des sites web de qualité traitant du thème abordé ici, merci de compléter l'article en donnant les références utiles à sa vérifiabilité et en les liant à la section « Notes et références ».
L'influx nerveux est une activité électrochimique transmise le long d'un axone sous la forme d'une séquence de potentiel d'action.

## Mécanisme
- À la suite d'une stimulation, le récepteur sensoriel produit un influx nerveux qui se propage le long du nerf sensitif et se dirige vers le cerveau. C'est donc le système nerveux périphérique qui transporte l'influx jusqu'aux système nerveux central.
- À la suite d'une stimulation, les nerfs produisent un influx nerveux.
- Afin d'accomplir une action, les neurones du cerveau produisent un influx nerveux qui se propage le long des nerfs moteurs et se dirige vers les organes effecteurs.

Entre autres, l'influx nerveux est produit grâce à l'excitation du stimulus (informations provenant du milieu extérieur) et donc les récepteurs sensoriels ont transformé le stimulus en un signal électrique de très faible tension et intensité appelé l'influx nerveux[style à revoir]